# 李桂青
李桂青（1932年—），男，湖南宁远人，中国结构工程专家，曾任武汉工业大学教授、博士生导师。